# Горан Благоев
Горан Благоев е български журналист, историк, политик. Автор и водещ на предаването „Вяра и общество“ на Българската национална телевизия до декември 2020 година, когато започва нов телевизионен проект „Памет без давност“ по телевизия Евроком.
Завършва Историческия факултет на Софийския университет през 1993 г. Защитава образователна и научна степен „доктор“ в Българската академия на науките през 2003 г. с дисертация на тема „Курбанната традиция в културата на българските мюсюлмани“. Има специализация по „Теория и история на дипломацията“. В средата на 2020 г. влиза в конфликт с генералния директор на БНТ Емил Кошлуков по повод писмо на представители на Св. Синод срещу „Вяра и общество“. На 20 септември 2020 г. става един от учредителите на партия „Републиканци за България“ Кандидат-депутат за XLV  и XLVI НС и водач на листата на партия Републиканци за България от 23 МИР – СОФИЯ Той е кандидат-президент на коалиция „НОД“ (Републиканци за България и КОД) за 2021 г.

## Професионална дейност
- 1990 – 1991 – сътрудник и сценарист в студентската тв програма „Ку-ку“ на БНТ
- 1992 – 1999 – репортер, редактор и водещ в информационната емисия на БНТ „По света и у нас“
- 1999 – 2002 – делегиран продуцент на редакция „Религия и история“ към Главна редакция „Култура и образование“ в БНТ
- 2002 – 2004 – отговорен програмен редактор на Направление „Общество“ в БНТ
- 2004 – 2011 – отговорен редактор на редакция „Религия и етноси“ в Главна редакция „Общество“ на БНТ
- 2005 (март-юни) – хоноруван преподавател (курс „Визуална антропология“ в магистърска програма „Антропология и филология“) във Факултета по славянски филологии на СУ „Св. Климент Охридски“
- 2006 (март-юни) – хоноруван преподавател в СУ „Св. Климент Охридски“: 1. курс „Визуална антропология“ към Магистърска програма „Антропология и филология“ във Факултет „Славянски филологии“; 2. курс „Вяра и визия“ към магистърска програма „Съвременно богословие“ в Богословски факултет; 3. спецкурс „Медии и историческа памет“ към Магистърска програма „Балканите между две цивилизации: християнството и исляма“ в Историческия факултет
- 2009 – 2011 хоноруван преподавател в Пловдивския университет „Преп. Паисий Хилендарски“, бакалавърски курс „Етноложкото кино“ в Историко-философския факултет
- 2011 г. – 2020 – изпълнителен продуцент Направление „Обществени и социални проекти“ в БНТ
- от 1 декември 2020 – автор и водещ на предаването "Памет без давност" – ТВ "Евроком"

## Творческа дейност
- автор на над 30 тв документални филма, произведени от БНТ и Центъра за филмопроизводство към БНТ за БПЦ, етническите и религиозни общности в България, българските общности в чужбина
- 1992 – 2013 – автор на ок. 5000 репортажа в информационните емисии и публицистични предавания на БНТ
- от 1993 г. – коментар в ефир на директните предавания по случай национални и официални празници, излъчвани по БНТ
- 1994 – 1996 – водещ и автор на рубриката „Православен речник“
- от 1997 г. пише публикации на статии в ежедневния и периодичен печат
- от 1999 г. прави коментар в ефир на празничните богослужения, излъчвани по БНТ
- от 2000 г. е създател на рубриката „Национален календар“
- от 5 декември 2005 г. до 3 октомври 2020 г. е автор и водещ на седмичното предаване „Вяра и общество“
- от 2012 г. до 2020 г. е водещ на предаването „История.бг“

## Избрана филмография
- 1994 – „В Иваново – 3 часа след 130 години“ (сценарий и режисура), 27 мин.: първият български телевизионен документален филм, посветен на банатските българи в Югославия (продуцент БНТ)
- 1995 – „Българите мюсюлмани – за себе си“ (сценарий и режисура), 30 мин. (Продуцент БНТ); официална селекция на II международен фестивал за етническо документално кино „At home“ – Краков (октомври 1998)
- 2000 – „Духовност и достолепие български“ (сценарий и режисура), 54 мин.: посветен на българското монашество в Света гора (Атон) и на Зографския манастир (продуцент БНТ); специален диплом на журито на ХI международен фестивал за православни филми „Златен Витяз“ – Рязан (май 2001)
- 2003 – „Островът на цар Самуил“ (идея и сценарий), 54 мин. – първият български документален филм за района на Преспанските езера и о-в Свети Ахил в Северна Гърция, където през 10 век е била столицата на цар Самуил; режисьор Ралица Димитрова (продуцент БНТ)
- 2003 – „Празникът на жертвата“ (сценарий и режисура), 30 мин. – официална селекция на ХI международен фестивал на етноложкия филм – Белград (декември 2004); официална селекция на VII международен фестивал за кино и религия „Religion Today Filmfestival“ – Тренто (октомври 2005); представяне с лектория в Institute of Social and Cultural Anthropology покана на Oxford University (юни 2006)
- 2004 – „Моето служение“ (идея и сценарий) – единственият филм-портрет за българския патриарх Максим; реж. Димитър Караджов (Продуцент БНТ) – официално представяне под патронажа на кардинал Курт Кох в рамките на Седмицата за християнско единство в зала „Маркони“ на радио „Ватикана“ (22 януари 2013)
- „Богородични чудеса“ (I и II част) (идея и сценарий): док. филм за празника „Златната ябълка“ и други местни култове в Асеновградско, свързани с почитането на Богородица, реж. Светлана Пейчева (продуцент БНТ); официална селекция на VIII международен фестивал за кино и религия „Religion Today“, Тренто (октомври 2005); представяне с лектория в Institute of Social and Cultural Anthropology на Oxford University (юни 2006); реж. Светла Пейчева
- 2005 – „Братоубийствената ни, победоносна“ (сценарий), 54 мин.: док. филм посветен на Сръбско-българската война; реж. Людмил Колев (продуцент ГЩ на БА)
- „Майката църква“ (сценарий и режисура), 54 мин.: док. филм посветен на железния храм „Свети Стефан“ в Истанбул. (Продуцент Фондация „Български храм „Св. Стефан“ в Цариград“)
- 2006 – „Достойно за удивление“ (сценарий), 54 мин., док. филм, посветен на Тутраканската епопея през септември 1916 г. и победите на българската армия при освобождаването на Добруджа по през I Световна война, режисьор Людмил Колев (продуцент ГЩ на БА)
- 2007 – „Светителят“ (сценарий и режисура), 54 мин., док. филм, посветен на прочутия православен водач и книжовник от ХIV в. св. Киприан Българина, митрополит на Москва и цяла Русия; специалната награда в раздел „Религия и изкуство“ на ХII международен фестивал за кино и религия „Religion Today Filmfestival“, Рим-Тренто (октомври 2008); „Бронзов Витяз“ в раздел документално кино на ХVII международен фестивал за православни филми „Злотой Витязь“, Москва (май 2009)
- 2010 – „Бъдещи пастири“ (сценарий), 27 мин., док. филм от рубриката „В кадър“ – за възпитаниците на Софийската духовна семинария, техните надежди и разочарования в църквата; реж. Мария Траянова (продуцент БНТ)
- 2012 – „Ръкописите не горят“ (съсценарист с Петя Тетевенска), 27 мин., док. филм от рубриката „В кадър“; режисьор Росен Елезов – награда за цялостен принос към опазване на българското културно наследство на V международен фестивал за история (2012), специална награда за опазване паметта на човечеството на IХ издание на „Балфест“ (2012)
- 2013 – „Пастирът от Каринтия“ (съсценарист с Хелия Чавдарова), 29 мин., док. филм от рубриката „В кадър“; режисьор Росен Елезов (продуцент БНТ)

## Научни публикации
- „Contemporary religions changes the life of the Mohammedan population in the Eastern and Western Rhodopes“. – в: The ethnic situation in Bulgaria, Sofia, 1993, pp. 74 – 80
- „Съвременното състояние на традиционната празнично-обредна система на мюсюлманското население в Източните Родопи“ – в: Аспекти на етно-културната ситуация в България, София, 1994, с. 224 – 229
- „Канонични кръвни жертви в традицията на българските мюсюлмани“ – в: Български фолклор, кн. 3 – 4, 1996, с. 70 – 83
- „Легенди за Ибрахимовата жертва сред българските мюсюлмани“ – в: Ислям и култура, София, 1999, с. 321 – 340
- „Традиционни празници и обичаи на българите мюсюлмани от Голо бърдо (Източна Албания)“ – в: Българска етнология, кн. 3 – 4, 1999, с. 100 – 113
- „Поклонение Иерусалимской чудотворной иконе Пресвятой Богородицы в Софии“ – в: Концепт чуда в славянской и еврейской культурной традиции, Москва, 2001, в съавторство със С. Гребенарова
- „Identity, religion, democracy: the Pomak`s case“ – в: Readings of the 3-rd conference „Ethnic Identities in a post Cold-War Europe“, Ксанти, Гърция, под печат, в съавторство с Е. Кръстева-Благоева
- „Традиционна кръвна жертва и тероризъм: аспекти на „хуманното“ убийство в исляма“ – в: Проблеми на българския фолклор, т.10, в съавторство с Е. Кръстева-Благоева
- „Идентичност и религия. Българите-мюсюлмани.“ – Българска етнология, кн. 1, 2003, 44 – 55, в съавторство с Е. Кръстева-Благоева
- „И то душа носи...“. Отношението към домашните животни в мюсюлманската традиция в контекста на кръвната жертва (курбан)“ – в: Български фолклор, кн. 2 – 3, 2003
- „Света гора и българското националноосвободително движение“ – в: сб. „100 години от Рилския конгрес на ВМОРО. История и съвременност“, Кюстендил, 2006, в съавторство с Ю. Константинова

## Монографии
- „Курбанът в традицията на българите мюсюлмани“ (монография). София: Академично издателство „Проф. М. Дринов“, 2005. ISBN 954-322-008-5
- „Истории за плач и за надежда“. София: Сиела, 2011. ISBN 978-954-28-0977-7
- "Църква и идентичност на Балканите". Българската екзархия и Вардарска Македония до края на Втората световна война". София: Парадигма, 2020. ISBN: 978-954-326-428-5
- "Българите и македонският църковен въпрос (1944–2019)". София: Македонски научен институт, 2021. ISBN 978-619-7377-24-8